# Сиркюи дез Енвалид
Сиркюи дез Енвалид (на френски: Circuit des Invalides) е градска писта, разположена на улиците на Париж, Франция.
Дълга е 1,93 км, има 14 завоя. Разположена е около Дома на инвалидите, откъдето е наименованието ѝ.
Предназначена е за стартове от календара на Формула Е. Дебютното състезание е проведено на 23 април 2016 г.

## Победители във Формула Е
| Година | Победител       | Отбор                 | Време (Об.)    | Най-бърза обиколка | Пол позишън     | Дата     |
| ------ | --------------- | --------------------- | -------------- | ------------------ | --------------- | -------- |
| 2016   | Лукас ди Граси  | АБТ Шефлер Ауди Спорт | 52:40.324 (45) | Ник Хайдфелд       | Сам Бърд        | 23 април |
| 2017   | Себастиен Буеми | Рено е.дамс           | 59:41.125 (49) | Сам Бърд           | Себастиен Буеми | 20 май   |